# Georychus capensis
Georychus capensis (капський землекоп) — вид ссавців родини землекопових (Bathyergidae).

## Поширення
Вид мешкає в прибережних регіонах Південної Африки, де кількість опадів понад 500 мм. Це підземний вид, що живе в сильно піщаних ґрунтах, прибережних дюнах і піщаному алювію як уздовж річкових систем так і в гірських районах Західної Капскої провінції і Східної Капської провінції. Деякі зразки були знайдені у червоній глині та чорноземному дерні серед гірських пасовищ на краю невеликих болотистих областей. Крім того, відомі знахідки цього виду в антропогенно порушених місцях, таких як поля для гольфу, сади і навіть студмістечко Кейптауна.

## Морфологія
Морфометрія. Довжина голови й тіла: 150—205 мм, довжина хвоста: 15—40 мм, середня вага: 180 грам (максимальна відома для самців: 360, самиць: 326).
Опис. Волосяний покрив і відмітини на цьому виді вельми характерні. Тіло буйволяче-помаранчеве, часто з коричневим відтінком, голова має забарвлення від чорно-вугільного до чорно-коричневого, що різко контрастує з білими клаптями на морді, вухах і навколо очей.  Нижня частина тіла дещо блідша. М'яке хутро настільки густе, пухнасте й довге, що практично приховує хвіст у багатьох особин. Хвіст має плоский вигляд, тому що волохатий в основному з боків. Кінцівки та хвіст білі. Частковий альбінізм не є рідкістю. Зовнішні вуха представлені круглими отворами оточеними потовщеною шкірою по краях. Кігті помірно розвинені й відносно слабкі. Різці білі. Як правило, є три пари молочних залоз, але чотири пари не є незвичайним.

## Генетика
Каріотип характеризується диплоїдним числом 2n=54.

## Поведінка
Проводить майже все своє життя під землею. Система нір складається з окремих тунелів близько 130 метрів довжиною із середнім діаметром 10 см. Мабуть різці використовуються більше ніж кігті для риття, особливо в твердому ґрунті. Земля з тунелів викидається через інтервали, явно вказують на лінії розкопок. Основна нора в кінцевому підсумку веде до приблизно кульової камери з гладкими стінками, в якій цей землекоп зберігає бульби, коріння і цибулини. Говорять що він відкушує «вічка» цибулин та бульб, щоб запобігти їх від проростанню. У дослідженнях диких тварин у неволі знайдено, що дорослі живуть поодинці. Їх системи нір іноді проходять у метрі одна від одної, але вони не з'єднуються. Якщо двох дорослих взяти разом, буде боротьба, яка, якщо її дозволялось продовжити, призводить до смерті.
У червні (зима в Південній Африці), самці починають барабанити задніми ногами, очевидно, сигналізуючи про початок репродуктивного сезону, а самиці в кінцевому підсумку відповідають. Самець може барабанити безперервно до двох хвилин, по черзі обома ногами по підлозі своєї нори з темпом близько 26 ударів в секунду; темп самиць становить всього близько 15 ударів за секунду. На додаток, барабаніння мабуть служить територіальним попередженням, хоча така активність значно скорочується поза сезоном розмноження.

## Життєвий цикл
Фактичне розмноження відбувається з серпня по грудень. Самиці можуть давати два приплоди протягом сезону. Вагітність триває 44 днів. Народжується в середньому 5,9 (від 3 до 10) малюків. При народженні вони важать 5-12 грамів, є 30-40 мм завдовжки і голі. Після 9 днів життя вони повністю вкриті хутром і їхні очі вже відкриті; на 17 день вони можуть їсти тверду їжу, розмірів дорослих молодь досягає за близько 260 днів. Статева зрілість досягається на 10 місяць, деякі дикі особини живуть не менше 3 років.

## Загрози та охорона
Серйозних загроз для виду нема, зустрічається в кількох природоохоронних територіях.

## Виноски
1. ↑  Українська назва є транскрибуванням та/або перекладом латинської назви авторами статті і в авторитетних україномовних джерелах не знайдена.
2. 1 2  Вебсайт МСОП
3. 1 2 3 4  Ronald M. Nowak Walker's mammals of the world, Vol. 1 — JHU Press, 1999, P. 1636—1637
4. ↑  Nigel C. Bennett, Chris G. Faulkes African mole-rats: ecology and eusociality / Cambridge University Press, 2000, p. 12
5. ↑  Stephen J. O'Brien, Joan C. Menninger, William G. Nash Atlas of mammalian chromosomes / John Wiley and Sons, 2006, p. 319